# マキシム・コフトゥン
マキシム・パヴロヴィチ・コフトゥン（ロシア語ラテン翻字: Maxim Pavlovich Kovtun、ロシア語:  Максим Павлович Ковтун、1995年6月18日 - ）は、ロシア・エカテリンブルク出身の元フィギュアスケート選手（男子シングル）。2019年4月に引退。
2014年、2015年、2016年、2018年ロシア選手権優勝。2012年ジュニアグランプリファイナル優勝。2015年欧州選手権2位。

## 経歴
幼少時に幼稚園からほど近かったスケートリンクでフィギュアスケートを始める。10歳の時に習っていたアイスホッケーとフィギュアスケートからスケートを選択した。
2010-2011シーズン、ロシア選手権で11位。ユーロユースオリンピックで2位。
2011-2012シーズンよりISUジュニアグランプリに参戦し、初戦のJGPブラショフ杯で優勝、2戦目のJGPタリン杯では2位に入り、ジュニアグランプリファイナルに進出。ファイナルでは4位となる。
2012-2013シーズン、ロシアフィギュアスケート連盟の「オリンピックのプレシーズンのコーチの変更をしてはいけない。」という規定に抵触し、一度は断られたものの、タチアナ・タラソワとエレーナ・ブイアノワにコーチを変更。JGPクロアチア杯ではFSでジュニア歴代最高の149.72を出して優勝。ジュニアグランプリファイナルではSP、FSともにパーソナルベストを出して優勝。ロシア選手権では5位だったが、欧州選手権の代表に選ばれ5位。世界選手権は17位。
2013-2014シーズン、シニアのグランプリシリーズに参戦。中国杯では2位。ロステレコム杯ではSPで2度の4回転ジャンプに成功し首位に立つも、FSで崩れ2戦連続で2位。初出場となったグランプリファイナルでは5位。ロシア選手権では初優勝を果たした。欧州選手権ではロシアの3選手のうち最下位で5位となり、エフゲニー・プルシェンコがソチオリンピックの代表に選ばれた。世界選手権には2年連続で出場し4位。2年ぶりにロシアの男子シングルの出場枠を「2」に戻した。
2014-2015シーズン、前シーズンに引き続きグランプリシリーズに参戦。初戦の中国杯でGPシリーズ初優勝、続くエリック・ボンパール杯ではSP6位からFSで追い上げ優勝、2連勝で2年連続のグランプリファイナル進出を決めた。ロシア選手権では2年連続の優勝、続く欧州選手権では2位となり、ISUチャンピオンシップスで初めてメダルを獲得した。世界選手権ではSPの遅れが響き総合7位に沈んだ。
2015-2016シーズン、FSの前に開催中止となったエリック・ボンパール杯では銀メダルを獲得。 NHK杯では10位となり、グランプリシリーズで初めてメダルを逃した。地元エカテリンブルクで開催のロシア選手権で3連覇を果たした。欧州選手権では銅メダルを獲得した。世界選手権は18位に終わった。シーズン終了後、メインコーチをインナ・ゴンチャレンコに変更した。
2017-2018シーズンは怪我によりロシア国内選手権やグランプリシリーズなどほぼ全ての試合を欠場。2018年1月にコーチのゴンチャレンコがCSKAを辞めた事により彼女と同行する事を公表していたが、2018年4月5日にゴンチャレンコからコフトゥンはCSKAに戻り前のコーチのブイアノワの元でトレーニングしている事が明かされた。
2018-2019シーズン、タリントロフィーで優勝。ロシア選手権では3年ぶり4度目の優勝を果たし、欧州選手権の代表に選出された。同大会ではSP5位発進で表彰台圏内につけるも、FSで7本すべてのジャンプを失敗し過去最低の14位に終わった。世界選手権は健康上の問題により欠場が発表された。
2019年4月23日、競技からの引退を発表した。

## 主な戦績
| 大会/年                  | 2008 -09 | 2010 -11 | 2011 -12 | 2012 -13 | 2013 -14 | 2014 -15 | 2015 -16 | 2016 -17 | 2017 -18 | 2018 -19 |
| ------------------------ | -------- | -------- | -------- | -------- | -------- | -------- | -------- | -------- | -------- | -------- |
| 世界選手権               |          |          |          | 17       | 4        | 7        | 18       | 11       |          | WD       |
| 欧州選手権               |          |          |          | 5        | 5        | 2        | 3        | 2        |          | 14       |
| 世界国別対抗戦           |          |          | T5/P12   | T4/P8    |          | T2/P7    |          | T2/P9    |          |          |
| ロシア選手権             |          | 11       | 12       | 5        | 1        | 1        | 1        | 3        | WD       | 1        |
| GPファイナル             |          |          |          |          | 5        | 4        |          |          |          |          |
| GP中国杯                 |          |          |          |          |          |          |          | 7        |          |          |
| GPスケートアメリカ       |          |          |          |          |          |          |          | 7        | 棄権     |          |
| GP NHK杯                 |          |          |          |          |          |          | 10       |          |          |          |
| GPエリック杯             |          |          |          |          |          | 1        | 2        |          |          |          |
| GP中国杯                 |          |          |          |          | 2        | 1        |          |          |          |          |
| GPロステレコム杯         |          |          |          |          | 2        |          |          |          |          |          |
| CSフィンランディア杯     |          |          |          |          |          |          |          | 3        |          |          |
| CSタリン杯               |          |          |          |          |          |          |          |          |          | 1        |
| CS M.オーナメント        |          |          |          |          |          |          | 1        |          |          |          |
| 冬季ユニバーシアード     |          |          |          |          |          |          |          |          |          | 2        |
| ロシアJr.選手権          | 18       | 5        | 3        |          |          |          |          |          |          |          |
| JGPファイナル            |          |          | 4        | 1        |          |          |          |          |          |          |
| JGPクロアチア杯          |          |          |          | 1        |          |          |          |          |          |          |
| JGP B.シュベルター杯     |          |          |          | 1        |          |          |          |          |          |          |
| JGPブラショフ杯          |          |          | 1        |          |          |          |          |          |          |          |
| JGPタリン杯              |          |          | 2        |          |          |          |          |          |          |          |
| ユーロユースオリンピック |          | 2        |          |          |          |          |          |          |          |          |

### 詳細
| 2018-2019 シーズン       |                                                      |         |           |           |
| 開催日                   | 大会名                                               | SP      | FS        | 結果      |
| 2019年3月6日 - 9日       | 2019年冬季ユニバーシアード（クラスノヤルスク）       | 1 91.74 | 3 167.75  | 2 259.49  |
| 2019年1月21日 - 27日     | 2019年ヨーロッパフィギュアスケート選手権（ミンスク） | 5 87.70 | 16 128.48 | 14 216.18 |
| 2018年12月19日 - 23日    | ロシアフィギュアスケート選手権（サランスク）         | 1 95.14 | 1 186.45  | 1 281.59  |
| 2018年11月26日 - 12月2日 | ISUチャレンジャーシリーズ タリントロフィー（タリン） | 1 80.91 | 1 166.64  | 1 247.55  |

| 2017-2018 シーズン    |                                                           |          |    |      |
| 開催日                | 大会名                                                    | SP       | FS | 結果 |
| 2017年11月24日 - 26日 | ISUグランプリシリーズスケートアメリカ（レークプラシッド） | 12 64.98 | -  | 棄権 |

| 2016-2017 シーズン     |                                                          |          |           |                   |
| 開催日                 | 大会名                                                   | SP       | FS        | 結果              |
| 2017年4月20日 - 23日   | 2017年世界フィギュアスケート国別対抗戦（東京）           | 11 64.62 | 10 148.29 | 2 団体 （212.91） |
| 2017年3月27日 - 4月2日 | 2017年世界フィギュアスケート選手権（ヘルシンキ）         | 10 89.38 | 14 156.46 | 11 245.84         |
| 2017年1月25日 - 29日   | 2017年ヨーロッパフィギュアスケート選手権（オストラヴァ） | 2 94.53  | 2 172.27  | 2 266.80          |
| 2016年12月22日 - 25日  | ロシアフィギュアスケート選手権（チェリャビンスク）       | 7 76.65  | 2 172.72  | 3 249.37          |
| 2016年11月18日 - 20日  | ISUグランプリシリーズ 中国杯（北京）                     | 10 70.10 | 7 151.33  | 7 221.43          |
| 2016年10月21日 - 23日  | ISUグランプリシリーズ スケートアメリカ（シカゴ）         | 10 67.43 | 6 163.32  | 7 230.75          |
| 2016年10月6日 - 9日    | ISUチャレンジャーシリーズ フィンランディア杯（エスポー） | 1 88.26  | 4 141.31  | 3 229.57          |

| 2015-2016 シーズン     |                                                                    |          |           |           |
| 開催日                 | 大会名                                                             | SP       | FS        | 結果      |
| 2016年3月26日 - 4月3日 | 2016年世界フィギュアスケート選手権（ボストン）                     | 13 78.46 | 21 131.68 | 18 210.14 |
| 2016年1月25日 - 31日   | 2016年ヨーロッパフィギュアスケート選手権（ブラチスラヴァ）         | 2 88.09  | 6 154.12  | 3 242.21  |
| 2015年12月23日 - 27日  | ロシアフィギュアスケート選手権（エカテリンブルク）                 | 1 93.05  | 1 173.08  | 1 266.13  |
| 2015年11月27日 - 29日  | ISUグランプリシリーズ NHK杯（長野）                                | 4 82.27  | 11 130.36 | 10 212.63 |
| 2015年11月13日 - 15日  | ISUグランプリシリーズ エリック・ボンパール杯（ボルドー）           | 2 86.82  | 中止      | 2         |
| 2015年10月15日 - 18日  | ISUチャレンジャーシリーズ モルドヴィアンオーナメント（サランスク） | 4 73.14  | 1 163.24  | 1 236.38  |

| 2014-2015 シーズン     |                                                            |          |          |          |
| 開催日                 | 大会名                                                     | SP       | FS       | 結果     |
| 2015年4月16日 - 19日   | 2015年世界フィギュアスケート国別対抗戦（東京）             | 8 74.83  | 6 158.91 | 2 団体   |
| 2015年3月23日 - 29日   | 2015年世界フィギュアスケート選手権（上海）                 | 16 70.82 | 6 159.88 | 7 230.70 |
| 2015年1月26日 - 2月1日 | 2015年ヨーロッパフィギュアスケート選手権（ストックホルム） | 4 78.21  | 2 157.47 | 2 235.68 |
| 2014年12月24日 - 28日  | ロシアフィギュアスケート選手権（ソチ）                     | 1 98.14  | 2 173.38 | 1 271.52 |
| 2014年12月11日 - 14日  | 2014/2015 ISUグランプリファイナル（バルセロナ）            | 3 87.02  | 5 155.25 | 4 242.27 |
| 2014年11月21日 - 23日  | ISUグランプリシリーズ エリック・ボンパール杯（ボルドー）   | 6 77.11  | 1 166.24 | 1 243.35 |
| 2014年11月7日 - 9日    | ISUグランプリシリーズ 中国杯（上海）                       | 1 85.96  | 1 157.38 | 1 243.34 |

| 2013-2014 シーズン    |                                                        |         |          |          |
| 開催日                | 大会名                                                 | SP      | FS       | 結果     |
| 2014年3月24日 - 30日  | 2014年世界フィギュアスケート選手権（さいたま）         | 7 84.66 | 5 162.71 | 4 247.37 |
| 2014年1月13日 - 19日  | 2014年ヨーロッパフィギュアスケート選手権（ブダペスト） | 4 83.15 | 5 149.22 | 5 232.37 |
| 2013年12月22日 - 27日 | ロシアフィギュアスケート選手権（ソチ）                 | 2 93.08 | 1 174.05 | 1 267.13 |
| 2013年12月5日 - 8日   | 2013/2014 ISUグランプリファイナル（福岡）              | 5 68.92 | 5 164.32 | 5 233.24 |
| 2013年11月22日 - 24日 | ISUグランプリシリーズ ロステレコム杯（モスクワ）       | 1 92.53 | 4 147.81 | 2 240.34 |
| 2013年11月1日 - 3日   | ISUグランプリシリーズ 中国杯（北京）                   | 2 81.84 | 1 156.81 | 2 238.65 |

| 2012-2013 シーズン    |                                                                |          |           |           |
| 開催日                | 大会名                                                         | SP       | FS        | 結果      |
| 2013年4月11日 - 14日  | 2013年世界フィギュアスケート国別対抗戦（東京）                 | 7 76.67  | 8 145.12  | 8 221.79  |
| 2013年3月10日 - 17日  | 2013年世界フィギュアスケート選手権（ロンドン）                 | 19 65.85 | 14 141.55 | 17 207.40 |
| 2013年1月23日 - 27日  | 2013年ヨーロッパフィギュアスケート選手権（ザグレブ）           | 7 74.46  | 4 152.11  | 5 226.57  |
| 2012年12月24日 - 28日 | ロシアフィギュアスケート選手権（ソチ）                         | 3 75.38  | 5 149.64  | 5 225.02  |
| 2012年12月6日 - 9日   | 2012/2013 ISUジュニアグランプリファイナル（ソチ）              | 2 72.53  | 1 149.78  | 1 222.31  |
| 2012年10月10日 - 14日 | ISUジュニアグランプリ ブラエオン・シュベルター杯（ケムニッツ） | 1 68.13  | 2 124.91  | 1 193.04  |
| 2012年10月3日 - 7日   | ISUジュニアグランプリ クロアチア杯（ザグレブ）                 | 2 69.47  | 1 149.72  | 1 219.19  |

| 2011-2012 シーズン    |                                                                 |          |           |           |
| 開催日                | 大会名                                                          | SP       | FS        | 結果      |
| 2012年4月19日 - 22日  | 2012年世界フィギュアスケート国別対抗戦（東京）                  | 11 60.93 | 12 111.53 | 12 172.46 |
| 2012年2月5日 - 7日    | ロシアジュニアフィギュアスケート選手権（ヒムキ）                | 5 65.21  | 2 128.74  | 3 193.95  |
| 2011年12月25日 - 29日 | ロシアフィギュアスケート選手権（サランスク）                    | 12 66.11 | 11 127.82 | 12 193.93 |
| 2011年12月8日 - 11日  | 2011/2012 ISUジュニアグランプリファイナル（ケベック・シティー） | 4 63.68  | 4 130.08  | 4 193.76  |
| 2011年10月12日 - 16日 | ISUジュニアグランプリ タリン杯（タリン）                        | 2 58.47  | 2 128.40  | 2 186.87  |
| 2011年9月21日 - 25日  | ISUジュニアグランプリ ブラショフ杯（ブラショフ）                | 2 61.14  | 1 121.77  | 1 182.91  |

| 2010-2011 シーズン    |                                                  |         |           |           |
| 開催日                | 大会名                                           | SP      | FS        | 結果      |
| 2011年2月12日 - 19日  | ヨーロッパユースオリンピック（リベレツ）         | 1 57.30 | 2 104.45  | 2 161.75  |
| 2011年2月2日 - 4日    | ロシアジュニアフィギュアスケート選手権（カザン） | 4 63.32 | 6 119.25  | 5 182.57  |
| 2010年12月26日 - 29日 | ロシアフィギュアスケート選手権（サランスク）     | 6 67.63 | 12 120.87 | 11 188.50 |

| 2008-2009 シーズン   |                                                      |          |          |           |
| 開催日               | 大会名                                               | SP       | FS       | 結果      |
| 2009年1月28日 - 31日 | ロシアジュニアフィギュアスケート選手権（サランスク） | 18 39.48 | 17 85.13 | 18 124.61 |

## プログラム使用曲
| シーズン  | SP                                                                                       | FS | EX                                                                      |
| --------- | ---------------------------------------------------------------------------------------- | --- | ----------------------------------------------------------------------- |
| 2018-2019 | L-O-V-E ボーカル：ナット・キング・コール シング・シング・シング 演奏：ベニー・グッドマン | カルメン 作曲：ジョルジュ・ビゼー                                                                                   | KISS 曲：プリンス ボーカル：トム・ジョーンズ 演奏：アート・オブ・ノイズ |
| 2017-2018 | フラメンコ・セレクション                                                                 | Hey You 曲：ピンク・フロイド                                                                                        |                                                                         |
| 2016-2017 | Bahamut 演奏：ハズマット・モディーン                                                     | Iron Sky 曲：パオロ・ヌティーニ                                                                                     | この素晴らしき世界 ボーカル：ルイ・アームストロング                     |
| 2015-2016 | I Can't Dance 作曲：ジェネシス 振付：ピーター・チェルニシェフ                            | 交響曲第5番 ピアノ協奏曲第3番 交響曲第9番 作曲：ルートヴィヒ・ヴァン・ベートーヴェン 振付：ピーター・チェルニシェフ | KISS 曲：プリンス ボーカル：トム・ジョーンズ 演奏：アート・オブ・ノイズ |
| 2014-2015 | ボレロ 作曲：モーリス・ラヴェル 振付：イリーナ・タガエワ                                 | エクソジェネシス：交響曲第2部 演奏：ミューズ 振付：イリーナ・タガエワ                                               | KISS 曲：プリンス ボーカル：トム・ジョーンズ 演奏：アート・オブ・ノイズ |
| 2013-2014 | ファルカス 作曲：ペペ・ロメロ                                                            | ピアノ協奏曲第1番 作曲：ピョートル・チャイコフスキー                                                                | サマータイム ボーカル：ビリー・スチュアート                             |
| 2012-2013 | 映画『アラビアのロレンス』サウンドトラックより 作曲：モーリス・ジャール                  | 映画『カサブランカ』サウンドトラックより 作曲：マックス・スタイナー                                                 | Ain't no sunshine when she's gone ボーカル：ビル・ウィザース            |
| 2011-2012 | Murka by Neshchastnyj Sluchai                                                            | 映画『オースティン・パワーズ』サウンドトラックより 作曲：ジョージ・S・クリントン                                    |                                                                         |